# Thorgan Hazard
Thorgan Ganael Francis Hazard (La Louvière, 29 de marzo de 1993) es un futbolista belga que juega como centrocampista y su equipo es el R. S. C. Anderlecht de la Primera División de Bélgica. 
Es hermano de los también futbolistas Eden y Kylian Hazard.

## Trayectoria

### Inicios
Al igual que su hermano mayor, Eden Hazard, comenzó su carrera futbolística en Bélgica, jugando para el club local del Royal Stade Brainois. En 2003, se unió a las categorías inferiores del AFC Tubize. A la edad de 14 años, se unió al club francés Racing Lens después de haber sido descubierto por el club mientras jugaba con el Tubize en un torneo local. Similar a la jugada de su hermano en Lille, sus padres aceptaron la oferta con la esperanza de que los servicios de formación en Francia serían mejores. El padre de Hazard más tarde admitió que la decisión de dejar a Eden y, más tarde a Thorgan, unirse a los clubes en el norte de Francia era la mejor solución y dijo:  "Se quedaron tan cerca de casa y, al mismo tiempo, integrarse en las estructuras donde puedan crecer, ya que en Bélgica, por desgracia, es un poco vacío para la formación de la juventud". Mientras estuvo en la academia, Hazard jugó en el equipo sub-16 del Lens, junto a sus compañeros de equipo Geoffrey Kondogbia y Raphaël Varane.
El 7 de abril de 2010, Hazard firmó su primer contrato profesional de acuerdo a un contrato de tres años hasta junio de 2013. Antes de la temporada 2010-11, se entrenó con el primer equipo durante la pretemporada. En su primer partido, marcó un gol en el empate 1-1 ante el KSV Roeselare belga. Sin embargo, comenzó la temporada con el filial en la cuarta división. Hizo su debut amateur el 8 de agosto de 2010  apareciendo como suplente en la victoria por 2-0 sobre el Drancy. Después de pasar la mayor parte de la temporada con el segundo equipo y con el equipo sub-19 en la Copa Gambardella, el 9 de mayo de 2011, Hazard fue convocado al primer equipo por primera vez para un partido de liga contra el Girondins de Burdeos que se jugó el 11 de mayo. El jugador finalmente no participó en el partido y terminó la campaña 2010-11 sin haber jugado con el primer equipo.
Antes de la temporada 2011-12, fue promovido al primer equipo de forma permanente y se le asignó el número 22 en la camiseta. Hizo su debut el 30 de julio del 2011 en un partido ante el Reims apareciendo desde el banquillo en la segunda mitad en una derrota por 2-0.

### Chelsea y cesiones al Zulte Waregem
Después de que su hermano mayor Eden Hazard se uniera al Chelsea por una cifra elevada de 40 millones de euros, el 24 de julio de 2012, Thorgan fue fichado oficialmente por el club a sus 19 años, por un contrato de cuatro años, siguiendo los pasos de su hermano.
El 31 de agosto, a través de un comunicado, se anunció que Thorgan jugaría cedido por el club en un equipo de su país, el Zulte Waregem, para toda la temporada. En julio de 2013 se extendió el préstamo por un año más.

### Alemania
Tras jugar dos temporadas en el Zulte Waregem, en julio de 2014 fue nuevamente cedido, en esta ocasión al Borussia Mönchengladbach. Antes de finalizar el préstamo, en febrero de 2015 se hizo oficial su fichaje de forma permanente a partir del mes de julio por unos 8 millones de euros.
Tras cinco temporadas en los potros, el 22 de mayo de 2019 fue fichado por el Borussia Dortmund a cambio 25,5 millones de euros con un contrato de cinco años. Disputó 122 partidos, en los que anotó dieciocho goles, y el 31 de enero de 2023 fue cedido al PSV Eindhoven.

### Regreso a Bélgica
Tras su paso por los Países Bajos y una breve vuelta a Dortmund, en septiembre de 2023 regresó al fútbol belga después de fichar por el R. S. C. Anderlecht.

## Selección nacional

### Categorías inferiores
Hazard representó a su país en las categorías sub-15, sub-16, sub-17, sub-18, sub-19 y sub-21. Con el equipo sub-16, Hazard era un participante regular. Hizo su debut el 16 de septiembre de 2008 en una derrota por 5-0 a Alemania en un torneo en Hassloch. En el próximo partido del equipo en el torneo contra Macedonia, Hazard marcó un gol en la victoria por 3-0. Para el resto de la campaña de menores de 16 años, anotó goles en partidos contra Malta y Polonia. Hazard también jugó con el equipo en la edición 2009 de la Copa del Egeo en Turquía. Participó en los tres partidos que Bélgica jugó en la fase de grupos de la competición.

### Selección absoluta
El 16 de mayo de 2013 obtuvo su primera llamada de alto nivel después de ser incluido en 28 jugadores convocados Marc Wilmots por delante de un amistoso con Estados Unidos, seguido de una clasificación para la Copa Mundial contra Serbia. El 29 de mayo hizo su debut con la selección absoluta de Bélgica entrando en el segundo tiempo por su compañero Romelu Lukaku en el partido amistoso por 4-2 sobre los Estados Unidos.
Fue uno de los siete jugadores descartados de Bélgica en la lista de convocados para el Mundial de Brasil 2014. No ocurrió lo mismo cuatro años después, ya que el 4 de junio de 2018 el seleccionador Roberto Martínez lo incluyó en la lista de 23 para el Mundial de Rusia.

#### Participaciones en Copas del Mundo
| Mundial           | Sede  | Resultado      | Partidos | Goles |
| ----------------- | ----- | -------------- | -------- | ----- |
| Copa Mundial 2018 | Rusia | Tercer lugar   | 2        | 0     |
| Copa Mundial 2022 | Catar | Fase de grupos | 2        | 0     |

#### Participaciones en Eurocopas
| Eurocopa      | Sede   | Resultado        | Partidos | Goles |
| ------------- | ------ | ---------------- | -------- | ----- |
| Eurocopa 2020 | Europa | Cuartos de final | 4        | 2     |

## Estadísticas

### Clubes
Actualizado al último partido disputado el 7 de agosto de 2025.
| Club                                | Div.          | Temporada     | Liga  | Liga  | Copas nacionales | Copas nacionales | Copas internacionales | Copas internacionales | Total | Total |
| Club                                | Div.          | Temporada     | Part. | Goles | Part.            | Goles            | Part.                 | Goles                 | Part. | Goles |
| ----------------------------------- | ------------- | ------------- | ----- | ----- | ---------------- | ---------------- | --------------------- | --------------------- | ----- | ----- |
| R. C. Lens Francia                  | 2.ª           | 2011-12       | 14    | 0     | 2                | 0                | —                     | —                     | 16    | 0     |
| R. C. Lens Francia                  | Total club    | Total club    | 14    | 0     | 2                | 0                | 0                     | 0                     | 16    | 0     |
| S. V. Zulte Waregem · Bélgica       | 1.ª           | 2012-13       | 34    | 5     | 3                | 0                | —                     | —                     | 37    | 5     |
| S. V. Zulte Waregem · Bélgica       | 1.ª           | 2013-14       | 39    | 14    | 4                | 1                | 10                    | 2                     | 53    | 17    |
| S. V. Zulte Waregem · Bélgica       | Total club    | Total club    | 73    | 19    | 7                | 1                | 10                    | 2                     | 90    | 22    |
| Borussia Mönchengladbach · Alemania | 1.ª           | 2014-15       | 28    | 1     | 4                | 1                | 9                     | 3                     | 41    | 5     |
| Borussia Mönchengladbach · Alemania | 1.ª           | 2015-16       | 29    | 4     | 3                | 2                | 4                     | 0                     | 36    | 6     |
| Borussia Mönchengladbach · Alemania | 1.ª           | 2016-17       | 23    | 6     | 2                | 1                | 8                     | 4                     | 33    | 11    |
| Borussia Mönchengladbach · Alemania | 1.ª           | 2017-18       | 34    | 10    | 3                | 1                | —                     | —                     | 37    | 11    |
| Borussia Mönchengladbach · Alemania | 1.ª           | 2018-19       | 33    | 10    | 2                | 3                | —                     | —                     | 35    | 13    |
| Borussia Mönchengladbach · Alemania | Total club    | Total club    | 147   | 31    | 14               | 8                | 21                    | 7                     | 182   | 46    |
| Borussia Dortmund · Alemania        | 1.ª           | 2019-20       | 33    | 7     | 3                | 0                | 7                     | 0                     | 43    | 7     |
| Borussia Dortmund · Alemania        | 1.ª           | 2020-21       | 16    | 1     | 5                | 2                | 7                     | 1                     | 28    | 4     |
| Borussia Dortmund · Alemania        | 1.ª           | 2021-22       | 23    | 4     | 3                | 2                | 4                     | 0                     | 30    | 6     |
| Borussia Dortmund · Alemania        | 1.ª           | 2022-23       | 14    | 0     | 2                | 0                | 5                     | 1                     | 21    | 1     |
| PSV Eindhoven · Países Bajos        | 1.ª           | 2022-23       | 9     | 1     | 3                | 1                | 1                     | 0                     | 13    | 2     |
| PSV Eindhoven · Países Bajos        | Total club    | Total club    | 9     | 1     | 3                | 1                | 1                     | 0                     | 13    | 2     |
| Borussia Dortmund · Alemania        | 1.ª           | 2023-24       | 1     | 0     | 0                | 0                | ―                     | ―                     | 1     | 0     |
| Borussia Dortmund · Alemania        | Total club    | Total club    | 87    | 12    | 13               | 4                | 23                    | 2                     | 123   | 18    |
| R. S. C. Anderlecht · Bélgica       | 1.ª           | 2023-24       | 22    | 4     | 2                | 0                | ―                     | ―                     | 24    | 4     |
| R. S. C. Anderlecht · Bélgica       | 1.ª           | 2024-25       | 20    | 2     | 4                | 0                | 4                     | 0                     | 28    | 2     |
| R. S. C. Anderlecht · Bélgica       | 1.ª           | 2025-26       | 2     | 3     | 0                | 0                | 3                     | 0                     | 5     | 3     |
| R. S. C. Anderlecht · Bélgica       | Total club    | Total club    | 44    | 9     | 6                | 0                | 7                     | 0                     | 57    | 9     |
| Total carrera                       | Total carrera | Total carrera | 374   | 72    | 45               | 14               | 62                    | 11                    | 481   | 97    |
| 1. 2.                               |               |               |       |       |                  |                  |                       |                       |       |       |

## Palmarés

### Títulos nacionales
| Título                   | Club              | País         | Año  |
| ------------------------ | ----------------- | ------------ | ---- |
| Supercopa de Alemania    | Borussia Dortmund | Alemania     | 2019 |
| Copa de Alemania         | Borussia Dortmund | Alemania     | 2021 |
| Copa de los Países Bajos | PSV Eindhoven     | Países Bajos | 2023 |

## Vida privada
Hazard tiene otros tres hermanos. Su hermano mayor, Eden Hazard, jugó para el Chelsea y el Real Madrid de España. Los hermanos menores son Kylian y Ethan. En agosto de 2011, Kylian se unió a la academia de juveniles del Lille después de que un acuerdo para que se uniera al club cuando cumpliera 16 años. Actualmente juega para el Cercle Brugge de Bélgica. Hazard y sus tres hermanos fueron criados en un ambiente cómodo con sus padres asegurando que tenía todo lo que necesita para sobresalir. La familia vivía no más de tres metros de un campo de entrenamiento de fútbol y los hermanos a menudo se aventuraban en un campo de entrenamiento a través de un pequeño agujero con el fin de perfeccionar y desarrollar sus habilidades.
Se casó con Marie Kindermans en diciembre de 2016, unos meses después del nacimiento de su segunda hija. Thorgan y Marie tienen 4 hijas.